# Козлов, Владимир Сергеевич (врач)
Владимир Сергеевич Козлов (7 апреля 1956, Макарьев, Костромская область — 6 июля 2020) — российский оториноларинголог, доктор медицинских наук (1997), профессор.

## Биография
Отец — Сергей Михайлович Козлов, музыкант и преподаватель, основатель и руководитель первого провинциального музыкального училища в г. Буй Костромской области, мать — Анна Макаровна Козлова — домохозяйка.
Детство и юношество Козлова прошло в городах Макарьев, Кострома и Буй Костромской области. По окончании школы Козлов выбрал специальность врача, поступив в Ярославский медицинский институт, который окончил в 1979 году.
После окончания клинической ординатуры и аспирантуры на кафедре ЛОР-болезней Ярославского медицинского института Козлов с 1984 по 1990 г. работал ассистентом данной кафедры. В 1985 г. защитил кандидатскую диссертацию на тему «Диагностика заболеваний околоносовых пазух с применением препаратов на основе крахмально-агарового геля».
Тяга к инновациям повлекла активную научную и изобретательскую деятельность Козлова, начавшуюся в середине 1980-х годов. Его научные разработки получили международную известность, а Козлову присвоено почетное звание Заслуженный изобретатель Российской Федерации. Он является соавтором технологии и устройств для лечения синуситов — синус-катетеров, которые выпускаются серийно и внедрены в повседневную практику врачей как в нашей стране, так и за рубежом. Если ранее пациентам приходилось делать пункцию носовых пазух, по сути стационарную операцию с производством отверстия во лбу, чтобы вылечить болезнь, то с изобретением синус-катетера лечение синуситов стало выполняться без операций в амбулаторных условиях введением латексного синус-катетера в ноздри. Владимиром Сергеевичем разработан новый метод и инструмент для операции на верхнечелюстной пазухе — троакар Козлова, который серийно производится германской фирмой «Карл Шторц» и применяется в клинической практике российскими и зарубежными врачами. Также серийно производятся кюретки для аденотомии, разработанные совместно с В. А. Карповым. Одиннадцать предложенных Козловым технических решений выполнены на уровне изобретений и защищены авторскими свидетельствами и патентами Российской Федерации и еще 26 стран мира. Свои изобретения В. С. Козлов активно внедрял и на практике. В 1990 году В. С. Козлов организовал и стал руководителем первого в стране Ринологического центра на базе Ярославской областной клинической больницы, который в 1998 году был преобразован в Центр микроэндоскопической оториноларингологии. Защитив в 1997 году докторскую диссертацию на тему «Консервативное и хирургическое лечение острого и хронического синусита», с 1998 г. Владимир Сергеевич работал в должности профессора, а в 2003—2006 гг. — заведующего кафедрой оториноларингологии Ярославской государственной медицинской академии. В 2006 г. был приглашен в Москву на должность заведующего отделением оториноларингологии ФГБУ «Центральная клиническая больница с поликлиникой» Управления делами Президента Российской Федерации. В апреле 2012 г. был назначен научным руководителем по оториноларингологии этой больницы, продолжая практику консультаций и операций и одновременно возглавил кафедру оториноларингологии ФГБУ «Учебно-научный медицинский центр» Управления делами Президента Р. Ф., который в 2015 г. был преобразован в ФГБУ ДПО «Центральная государственная медицинская академия» Управления делами Президента Российской Федерации.
Козлов является автором более 350 научных работ, опубликованных в отечественных и зарубежных изданиях, и 3 монографий. Приоритетным направлением его научной деятельности является микроэндоскопическая хирургия околоносовых пазух. Под его руководством подготовлено и защищено 16 кандидатских и 3 докторских диссертации. Профессор В. С. Козлов является членом правления Российского общества оториноларингологов, членом редакционных коллегий журналов: Российская ринология, Российская оториноларингология, Rivista Italiana di Otorinolaringologia (Италия). В 1996 г. был избран почетным членом Общества ринологов Бразилии, а в 2015 г. — Общества ринологов Румынии. В знак признания заслуг в научной и практической деятельности Владимир Сергеевич в 2001 г. стал первым лауреатом Национальной премии лучшим врачам России «Призвание», в 2003 г. ему присвоено почетное звание «Заслуженный врач Российской Федерации».
В целях популяризации российской науки Козловым реализуется большая организаторская работа по проведению научно-практических мероприятий. В 1995 г. в Ярославле им был организован первый российский курс «Функциональная внутриносовая микроэндоскопическая хирургия», который затем ежегодно проводился в течение 10 лет. Более 500 оториноларингологов РФ прошли обучение на данном курсе. Преподавателями курса были ведущие российские и зарубежные профессора. В 1999 г. по инициативе Козлова был проведен первый российско-германский курс «Современная микрохирургия среднего уха». Такой же курс был организован и в 2003 г. В 2001 г. по его инициативе в Ярославле были проведены Х. Х. Международный конгресс «Инфекция и аллергия носа» (ISIAN) и IV Конгресс Российского общества ринологов, в которых приняли участие 400 врачей из России и 350 врачей еще из 34 стран мира.
Козлов читает лекции для врачей и клинических ординаторов, проводит мастер-классы как в регионах России, так и за рубежом. Он принимает участие в российских и международных конгрессах и конференциях. На 57 из них являлся приглашенным профессором, в 2014 г. был удостоен почетного звания «Visiting professor». В 2008 г. В. С. Козлов был избран членом правления Европейского общества ринологов как представитель от России, в 2014 г. — членом правления Международного общества «Инфекция и аллергия носа» (ISIAN) как представитель от Европы.
Основными научными разработками кафедры, возглавляемой В. С. Козловым, являются симуляционные технологии в обучении и болезни оперированного носа. Сотрудниками кафедры разработан тренажер для обучения эндоскопической внутриносовой хирургии, защищенный патентом Российской Федерации. В. С. Козловым активно внедряются современные информационные технологии в обучение врачей, включая big data, machine learning и искусственный интеллект.
6 июля 2020 года скончался в результате тяжелой болезни, до последних дней ведя научную деятельность. Похоронен на Троекуровском кладбище г. Москвы (участок № 18).